# Нефертум
Нефертум — в староєгипетській релігії бог рослинності. Центр його культу — Мемфіс.
Нефертум вважався сином Птаха і Сехмет, але в деяких текстах мовиться, що він виріс з тіла богині полів. Зображався хлопцем в головному уборі у вигляді квітки лотоса, з якого піднімаються два пера.
Атрибут Нефертума — лотос, символ народження, процвітання. У «Текстах пірамід» він названий «лотос з носа Ра».